# Firgas

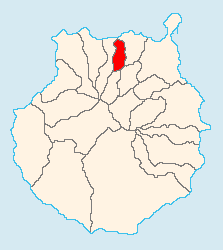
Localização de Firgas

Firgas é um município da Espanha na província de Las Palmas, comunidade autónoma das Canárias. Tem 15,77 km² de área e em 2021 tinha 7 513 habitantes (densidade: 476,4 hab./km²).

## Demografia
| Variação demográfica do município entre 1991 e 2004 | Variação demográfica do município entre 1991 e 2004 | Variação demográfica do município entre 1991 e 2004 | Variação demográfica do município entre 1991 e 2004 |
| --------------------------------------------------- | --------------------------------------------------- | --------------------------------------------------- | --------------------------------------------------- |
| 1991                                                | 1996                                                | 2001                                                | 2004                                                |
| 5 735                                               | 6 526                                               | 6 865                                               | 7 060                                               |

|             | Norte: Moya e Arucas |               |
| Oeste: Moya | Firgas               | Leste: Arucas |
|             | Sul: Valleseco       |               |